# Ludwig von Bieren
Ludwig von Bieren (* 24. Juni 1604 in Cara; † 21. September 1672 in Halberstadt) war ein deutscher Domherr, Senior und Cellarius des hochadligen Stifts zu Halberstadt und Erbherr auf Cara.

## Leben
Ludwig stammte aus dem Adelsgeschlecht von Bieren (heutige Schreibweise Byern) und war der Sohn des Erbherrn von Karow (damals „Cara“ oder „Chara“ genannt), Heinrich von Bieren und dessen Ehefrau Elisabeth geborene von Göhren aus dem Hause Kemnitz. Sein Großvater Marten von Bieren war spätestens 1557 mit seinen Geschwistern Gutsbesitzer in Karow, während sein Urgroßvater Jochen von Bieren Erbherr auf Tucheim und Wülpen war.
Als Ludwig von Bieren etwa das 12. Lebensjahr erreicht hatte, schickten ihn seine Eltern zur Schule nach Quedlinburg, wo er vier Jahre unterrichtet wurde. Aufgrund einer Krankheit musste er wieder zurück auf das elterliche Gut.
Im Reformationsjubiläumsjahr 1617 wurde ihm von seinem Vetter Joachim Ernst von Bieren, der damals Domherr und Subsenior in Halberstadt war, eine Kanonikerstelle am dortigen Dom verliehen. Für den Antritt dieser Stelle machte sich ein Theologiestudium an der Universität Wittenberg erforderlich, das er zwischen 1626 und 1628 absolvierte. Durch Erlass des Restitutionsediktes von 1629 verlor er die Kanonikerstelle in Halberstadt. Er ging zurück zu seinen Eltern und hielt sich auch einige Zeit bei dem Bruder seines Vaters, der damals die Kommende Buro leitete, auf.
1635 konnte er gemeinsam mit anderen evangelischen Domherren wieder nach Halberstadt zurückkehren. Nach dem Tod des bisherigen Domdechanten und Cellarius Jobst Ludolf von Stedern erfolgte 1661 seine Ernennung zum Cellarius. 1668 wurde er zusätzlich zum Senior ernannt.

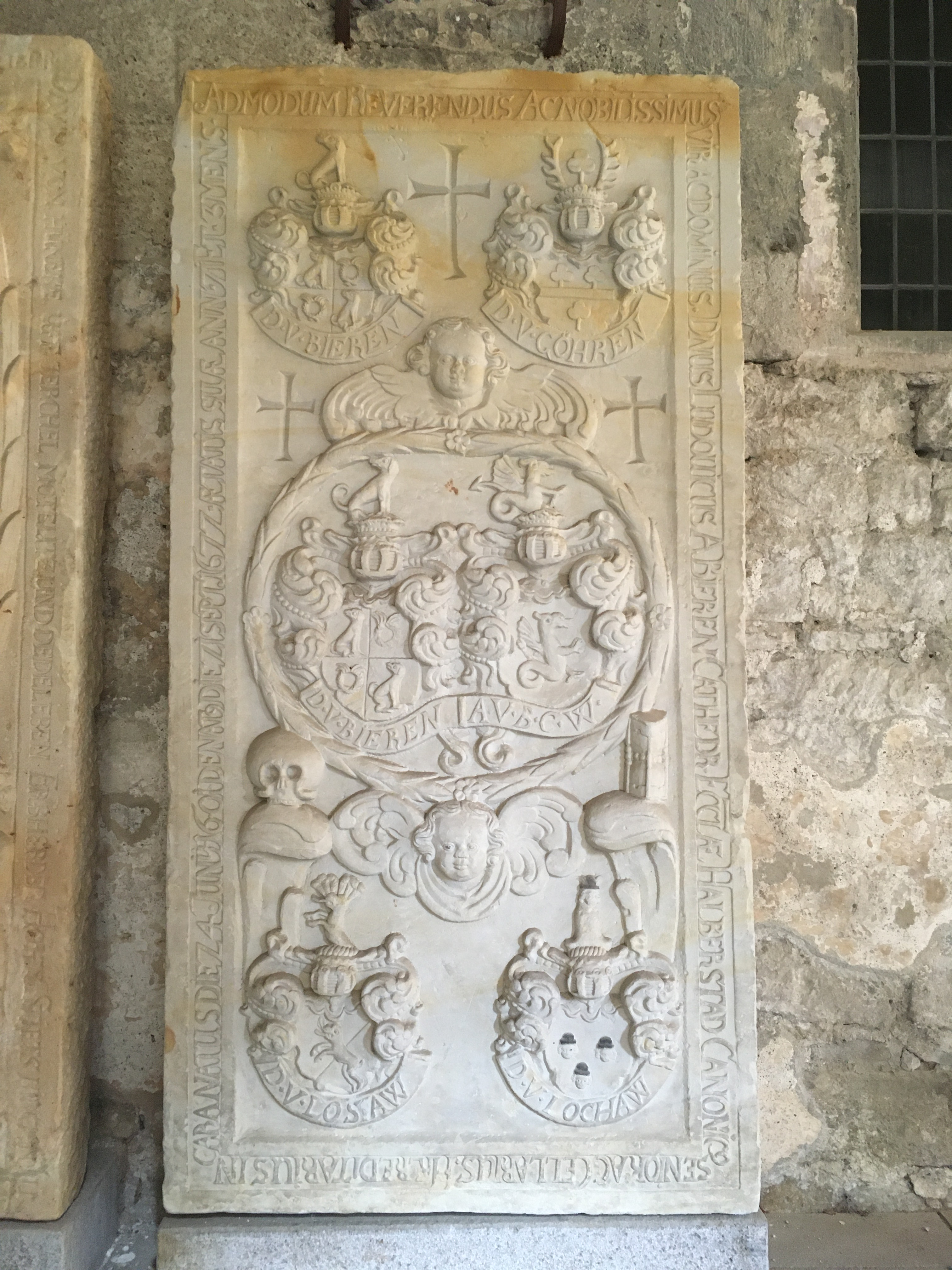
Grabplatte des Ludwig von Bieren im Kreuzgang des Doms zu Halberstadt

Ludwig von Bieren starb nach kurzem Krankenlager, bei dem er auch von Dr. Haberstroh aus Wernigerode medizinisch versorgt wurde, am 21. September und wurde am 19. November 1672 im Dom zu Halberstadt beigesetzt. Bei den Trauerfeierlichkeiten hielt der Halberstädter Diakon Peter Henning die Leichenpredigt, die durch Johann Erasmus Hynitzsch in Halberstadt in Druck gegeben wurde. 

## Familie
Ludwig von Bieren lebte zunächst über 40 Jahre im ledigen Stande. Nachdem er Anna, die Witwe des Halberstädter Domherrn Friedrich von und zu Schachten, kennen- und liebengelernt hatte, heiratete er diese Frau aus dem Adelshaus Wurmb. Die Hochzeit fand am 12. Februar 1646 in Halberstadt statt.
Ludwig Wurmb auf Großfurra, Sundhausen und Bielen, wurde nun der Schwager von Ludwig von Bieren. Seine Schwester Anna machte Forderungen auf das Erbe des verstorbenen Vaters Levin Wurmb geltend und beide einigten sich im Jahre 1636 vertraglich, dass Letztere aus der väterlichen Verlassenschaft das Rittergut in Sundhausen erhalten sollte, dass der Vater zu Lebzeiten von Ludolf von Sundhausen gekauft hatte. Das Rittergut Sundhausen wurde somit 1646 mit in die Ehe gebracht. Da der Ort vom Nordharz etwas schwer zu erreichen war, war Ludwig von Bieren froh, als er dieses Rittergut am 3. Dezember 1655 in der Reichsstadt Nordhausen für 6000 Reichstaler an den Walkenrieder Amtmann Dietrich Wagner verkaufen konnte. Die Zahlung der ersten Hälfte der Kaufsumme wurde zum 1. Januar 1656 vereinbart, letztendlich verzögerte sich die Zahlung der zweiten Hälfte um noch viele Jahre.
Ludwig von Bierens Ehefrau Anna brachte aus ihrer ersten Ehe drei Söhne mit in die Ehe. Ihn überlebten Anna und die drei Söhne Dietrich Levin von und zu Schachten, Rittmeister im Dienst des Kurfürsten von Brandenburg, Christoph Heinrich von und zu Schachten, Kapitänleutnant zu Ross in der holländischen und westfriesländischen Armee, sowie Werner von und zu Schachten, fürstlich-braunschweigischer Leutnant zu Ross.